# جين ستراتون بورتر
جين ستراتون بورتر (17 أغسطس 1863-6 ديسمبر 1924)، ولدت باسم جنيفا غريس ستراتون، هي مؤلفة أمريكية ومصورة للطبيعة وعالمة في التاريخ الطبيعي من مقاطعة واباش بولاية إنديانا. في عام 1917 حثت ستراتون بورتر على دعم تشريعي للحفاظ على مستنقع ليمبرلوست والمناطق الرطبة الأخرى في إنديانا. وكانت أيضًا منتجة في عصر السينما الصامتة وأسست شركة الإنتاج الخاصة بها، جين ستراتون بورتر للإنتاج، في عام 1924.
كتبت ستراتون بورتر العديد من الروايات الأكثر مبيعًا بالإضافة إلى كتابة أعمدة في المجلات الوطنية، مثل مجلتي ماكولس وغود هاوسكيبينغ وغيرهما. وقد تُرجمت رواياتها إلى أكثر من عشرين لغة، بما في ذلك لغة بريل، وفي ذروة انتشارها في العقد الأول من القرن العشرين جذبت ما يقدر بنحو 50 مليون قارئ. وأصبحت ثمانية من رواياتها، بما في ذلك رواية فتاة ليمبرلوست، صورًا متحركة. وكانت ستراتون بورتر أيضًا موضوعًا لمسرحية امرأة واحدة، أغنية من البرية. وأصبح اثنان من منازلها السابقة في ولاية إنديانا مواقع تاريخية تابعة للولاية، وموقع ولاية ليمبرلوست التاريخي في جنيفا وموقع جين ستراتون بورتر التاريخي على بحيرة سيلفان، بالقرب من مدينة روما بولاية إنديانا.

## حياتها المبكرة وتعليمها

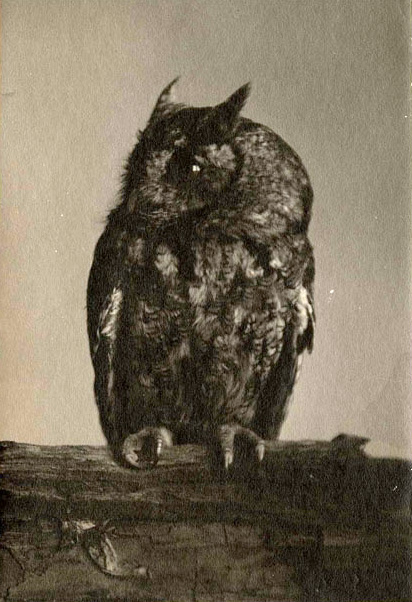
إحدى صور جين ستراتون بورتر للبومة الصارخة الشرقية

ولدت جنيفا غريس ستراتون، الطفلة الثانية عشرة والأخيرة لماري (شالنبرغر) ومارك ستراتون، في مزرعة هوبويل التابعة للعائلة في 17 أغسطس عام 1863، بالقرب من لاغرو في مقاطعة واباش، إنديانا. وتزوج مارك ستراتون، الوزير الميثودي والمزارع من أصل إنجليزي، بماري ستراتون ربة منزل من أصل ألماني سويسري، في أوهايو في 24 ديسمبر عام 1835، وانتقلا إلى مقاطعة واباش في إنديانا في عام 1838، واستقرا في مزرعة هوبويل عام 1848. وكان من بين أشقاء جنيفا الأحد عشر كاثرين، وماري آن، وأناستازيا، وفلورنسا، وآدا، وجيروم، وإيرفين، وليندر، وليمون، بالإضافة إلى شقيقتيها سميرا ولويزا جين اللتين توفيتا في سن مبكرة. وقد توفيت ماري آن شقيقة جنيف المتزوجة في حادث في فبراير عام 1872؛ وغرق شقيقها المراهق ليندر، الذي أطلقت عليه جنيفا اسم لادي، في نهر واباش في 6 يوليو عام 1872. 
في عام 1874 انتقلت جنيفا البالغة من العمر اثني عشر عامًا إلى واباش بولاية إنديانا مع والديها وثلاثة أشقاء غير متزوجين. وعاشوا في البداية في منزل شقيقة جنيفا المتزوجة، أناستازيا، وزوجها المحامي ألفاه تايلور. وتوفيت والدة جنيفا في 3 فبراير عام 1875 بعد أقل من أربعة أشهر من انتقالها إلى واباش. بعد ذلك، استقلت جنيفا مع أقارب مختلفين في واباش حتى زواجها بتشارلز بورتر في عام 1886. اختصرت جنيفا، التي كانت تُدعى أيضًا جنيف أثناء شبابها، اسمها إلى جين أثناء خطوبتها من بورتر.
تلقت جين القليل من التعليم الرسمي في وقت مبكر من حياتها؛ ومع ذلك فقد طورت اهتمامًا قويًا بالطبيعة وخاصة الطيور. عندما كانت طفلة صغيرة علمها والدها وشقيقها ليندر أن تقدر الطبيعة لأنها تتجول بحرية في مزرعة العائلة، وتراقب الحيوانات في بيئتها الطبيعية وتعتني بالحيوانات الأليفة المختلفة.
عندما أطلق والدها النار على صقر أحمر الذيل، أنقذته وأعادت صحته إليه. وأطلقت عليها عائلتها لقب «امرأة الطائر الصغير» وأعطاها والدها «الملكية الشخصية التي لا جدال فيها لكل طائر من أي نوع جعل منزله على أرضه».
قيل عن طفولة ستراتون بورتر إنها «نشأت على يد أشخاص أشاروا باستمرار إلى كل جمال طبيعي، مستخدمينه كلما كان ذلك ممكنًا لجعله مشابهًا للوطن، عاشت الطفلة [ستراتون بورتر] خارج المنزل مع البرية بعد انتقال الأسرة إلى واباش عام 1874، والتحقت جين بالمدرسة بشكل منتظم وأصبحت قارئة شغوفة. وبدأت أيضًا دروسًا في الموسيقى في البانجو والكمان والبيانو من أختها فلورنسا، وتلقت دروسًا فنية خاصة من مدرب محلي. أنهت جين كل فصولها الدراسية باستثناء الفصل الدراسي الأخير في مدرسة واباش الثانوية. ولأنها كانت ترسب في فصولها الدراسية، فقد اتخذت القرار بنفسها بترك المدرسة، وادعت لاحقًا أنها تركت المدرسة لرعاية أناستازيا، التي كانت تعاني من مرض السرطان وتتلقى العلاج في إلينوي.

## زواجها وعائلتها
في عام 1884، رأى تشارلز دوروين بورتر البالغ من العمر أربعة وثلاثين عامًا جين ستراتون أثناء رحلتها إلى بحيرة سيلفان بولاية إنديانا، حيث كانت تحضر جمعية آيلاند بارك، وهو تجمع في تشوتوكوا. كان بورتر، وهو صيدلاني، أكبر بثلاثة عشر عامًا من ستراتون، التي لم تكن قد بلغت الحادية والعشرين. وبعد عشرة أشهر من تبادل الرسائل بانتظام، التقى الزوجان في تجمع آخر في بحيرة سيلفان خلال صيف عام 1885. وخطبا في أكتوبر عام 1885 وتزوجا في 21 أغسطس عام 1886. احتفظت جين ستراتون بورتر بلقب عائلتها وأضافت له لقب الزوج بعد زواجها. 
أصبح تشارلز بورتر، الذي كان لديه العديد من المصالح التجارية، رجل أعمال ثريًا وناجحًا. وهو من أصل إسكتلندي أيرلندي، وكان الابن الأكبر لإليزابيث وجون ب. بورتر الذي كان طبيبًا. امتلك تشارلز صيدلية في فورت واين بولاية إنديانا، وباعها بعد فترة وجيزة من زواجه، وكان يمتلك أيضًا صيدليات في ديكاتور وجنيفا. مثلما كان يمتلك ويدير مزارع وفندق ومطعم. نظم بورتر ومستثمرون آخرون بنك جنيفا في عام 1895. وأصبح أيضًا مستثمرًا في شركة ترنتون للنفط. وقد حفر أكثر من ستين بئر نفط في أرضه. 
ولدت الطفلة الوحيدة جانيت لجين وتشارلز بورتر في 27 أغسطس عام 1887، عندما كانت العائلة تعيش في ديكاتور بولاية إنديانا. ثم انتقلت العائلة إلى جنيفا في مقاطعة آدامز بولاية إنديانا في عام 1888. سعى تشارلز لتحقيق مصالح تجارية مختلفة وسافر كثيرًا، بينما بقيت جين في المنزل. فخرت جين بأسرتها وحافظت على منزلها، لكنها عارضت الزيجات التقليدية المقيدة في عصرها وشعرت بالملل والقلق. وحافظت على استقلاليتها من خلال السعي وراء اهتماماتها المستمرة بالطبيعة وحياة الطيور، وبدأت بالكتابة عن هذه الموضوعات لكسب دخلها الخاص. وبمرور الوقت أصبحت روائية وكاتبة غير خيالية ومنتجة أفلام ثرية بشكل مستقل.
كان لدى ستراتون بورتر أربعة أحفاد، بنتان وصبيان. وقد تزوجت ابنة بورتر، جانيت برجل يدعى ج. بلين مونرو في عام 1909 وأنجبت ابنتين: جانيت هيلين مونرو ولدت في 27 نوفمبر عام 1911؛ وجين ستراتون مونرو في 22 مارس عام 1914. انفصلت عائلة مونرو في عام 1920، ثم انتقلت جانيت وابنتاها إلى لوس أنجلوس في كاليفورنيا للعيش مع ستراتون بورتر، التي كانت قد انتقلت إلى هناك في عام 1919. وفي 6 يونيو عام 1923 تزوجت جانيت بجيمس ليو ميهان، منتج أفلام، الذي كان شريك أعمال ستراتون بورتر.
بعد وفاة شقيقها ليمون ستراتون في أواخر عام 1915، أصبحت ستراتون بورتر وصية لابنته ليا ماري ستراتون. وعاشت ليا مع ستراتون بورتر لعدة سنوات بعد وفاة والدها.